# Estela Quesada
Pour les articles homonymes, voir Quesada.
Estela Quesada Hernández, née le 24 juin 1924 à Alajuela (Costa Rica) et morte le 18 mars 2011 dans la même ville, est une femme politique costaricienne. Elle fait partie des trois premières femmes élues à l'Assemblée législative du Costa Rica en 1953 puis devient en 1958 la première femme nommée ministre dans son pays.

## Carrière
Estela Quesada Hernández est née le 24 juin 1924 à Alajuela, fille de Eneida Hernández Sanabria et Augusto Quesada Cabezas, un des premiers couples de colons de ce canton. Elle grandit dans les plaines de San Carlos, où son père est agriculteur. Après des études secondaires dans sa ville natale, elle obtient son diplôme d'institutrice à l'université du Costa Rica en 1944 et devient professeure des écoles à l'école Juan Cháves de Ciudad Quesada.
Après des années de lutte, les femmes costaricaines reçoivent le droit de vote et votent pour la première fois à l'élection présidentielle le 26 juillet 1953. À l'occasion de ces élections, Estela Quesada fait partie des trois premières femmes élues à l'Assemblée législative du Costa Rica avec Ana Chacón et María Teresa Obregón (en). En 1957, elle obtient le poste de vice-président de l'Assemblée, première femme à occuper cette fonction. C'est sous son impulsion que l'entreprise ICE reçoit la charge de développer le téléphone public dans le pays, une première mondiale.
Elle est nommée ministre de l'Éducation par le président Mario Echandi Jiménez en 1958, fonction qu'elle occupe jusqu'en 1960. Là encore, elle est la première femme à occuper ce poste dans son pays. Elle légitime le baccalauréat dans les écoles chrétiennes non catholiques et abolit l'uniforme dans les défilés des instituts religieux, ce qui ne plaît pas à l'Église. Elle quitte son poste à la suite de pressions de l'Église catholique mais le président lui offre la poste d'ambassadrice du Costa Rica auprès des Nations unies, puis elle devient ambassadrice du Costa Rica aux États-Unis. Après son mandat, elle retourne dans le privé et ouvre un cabinet d'avocat dans le canton de San Carlos. De 1970 à 1974, elle est élue conseillère municipale de San Carlos.
En 1978, elle est nommée ministre du Travail et de la Sécurité sociale,. Elle promeut la réforme du Code du Travail, lutte contre l'utilisation partisane des syndicats et insiste sur la solidarité entre les entreprises bananières de l'Atlantique. Opposée au sandinisme, elle quitte son poste au bout de quatorze mois.
Elle passe ses dernières années dans une maison de retraite à Santiago Crespo et meurt le 18 mars 2011 à l'âge de 87 ans.